# Bruchtrennen

Gecracktes Pleuel

Das Bruchtrennen (englisch cracken) ist ein dem Trennen zugeordnetes Fertigungsverfahren vorwiegend für Massenartikel, bei welchem ein Bauteil an einer oder mehreren definierten Sollbruchstellen in zwei oder mehr Teile gebrochen wird. Die Bruchstücke werden im späteren Fertigungsprozess wieder in der ursprünglichen geometrischen Form zusammengefügt.
Bekannt ist das Bruchtrennen insbesondere bei der Fertigung von Lagern, vor allem bei Pleueln. Für die Umwandlung der Hubbewegung in eine Drehbewegung ist das Pleuel mit der Kurbelwelle durch das Kurbelwellenauge genannte Lager verbunden. Da die Kurbelwelle Kröpfungen aufweist, muss das Lager geteilt ausgeführt sein und im verbauten Zustand höchsten Ansprüchen der Maßhaltigkeit genügen, um die engen Toleranzen einzuhalten. In das Pleuel wird daher ein Lager eingearbeitet und anschließend wird das Pleuel so gebrochen, dass das Lager in der Mitte zweigeteilt ist. Das dabei entstandene Bruchgefüge der Oberfläche führt dazu, dass beide Teile nahezu perfekt zusammenpassen. Das begünstigt das spätere Fügen, weil es als formschlüssig angesehen werden kann. Für das Trennen wird ein hydraulischer Spreizdorn in das Pleuelauge eingetrieben. Voraussetzung für das Bruchtrennen ist eine ausreichende Sprödigkeit des Werkstoffs, damit keine plastische Verformung auftritt. Je nach Grundmaterial wird das Bauteil daher zusätzlich noch gekühlt.
Die Technik wird heute an einer Vielzahl von Bauteilen erfolgreich angewendet, da sie gegenüber klassischen Fertigungsverfahren eine Reihe von Vorteilen aufweist. So vereinfacht sie den Produktionsprozess, erhöht die Prozesssicherheit und verbessert in vielen Fällen auch die Qualität.